# サウルの息子
『サウルの息子』(サウルのむすこ、ハンガリー語: Saul fia、英語: Son of Saul) は、2015年のハンガリー映画。第二次世界大戦中のアウシュヴィッツ＝ビルケナウ強制収容所を舞台に、ゾンダーコマンドの囚人であるハンガリー人の男サウルに起きる一日半の出来事を描く。ネメシュ・ラースローが監督を務め、ネメシュとクララ・ロワイエが脚本を務めた。
本作は2015年、第68回カンヌ国際映画祭のコンペティション部門で初上映され、グランプリを受賞した。第40回トロント国際映画祭の特別招待部門でも上映された。第88回アカデミー賞では外国語映画賞を受賞した。ハンガリー代表作品が同賞にノミネートされるのはサボー・イシュトヴァーンの監督による1988年の『ハヌッセン』以来27年ぶり、受賞するのは同じくサボーによる1981年の『メフィスト』に次いで史上2度目のことであった。第73回ゴールデングローブ賞でもハンガリー映画としては初となる外国語映画賞を受賞した。

## あらすじ
1944年10月のある日、アウシュヴィッツ＝ビルケナウ強制収容所でゾンダーコマンドの一員として死体を処理していたユダヤ系ハンガリー人のウースランデル・サウル (ルーリグ・ゲーザ) は少年の死体を見つけ、それを自分の息子の遺体だと思い込む。少年はガス室に送られた後もまだ息をしていたため、解剖の対象に指定される。サウルは少年の体をユダヤ人の囚人医師ミクローシュ (ジョーテール・シャーンドル) に届けるよう命令されるが、彼に頼み込んで解剖が行われるのを阻止する。そしてサウルは自分の息子だという死体にユダヤ教に則った埋葬を施すため、ラビを探すことにする。
同じゾンダーコマンドの隊員アブラハム (モルナール・レヴェンテ) はカポ長のビーデルマン (ウルス・レヒン) に反乱計画に加わるよう打診するが、ビーデルマンは、収容所の惨状を写真に記録し、その写真を外に持ち出して助けを求める計画の方を支持する。サウルは撮影の援助を申し出ると、別の囚人とともにカメラの隠された小屋へ行くように指示される。サウルは、彼の友人ヤンクル (フリッツ・アッティラ) から別のゾンダーコマンド部隊に「背教者」と呼ばれるラビがいることを知る。サウルと他の囚人たちは小屋に向かい、サウルが小屋の錠前を直すふりをしている間に別の囚人が小屋の影で死体焼却の現場を撮影する。
その場に別のゾンダーコマンド部隊を乗せるためのトラックが到着し、サウルは部隊に紛れ込んで同乗する。トラックは付近の川辺に行き、囚人たちはそこで焼却された死体の灰を川に捨てるよう命令される。川辺でサウルは「背教者」を見つけるが、背教者はサウルを助けるのを拒否する。サウルがさらに迫ると、背教者は入水を試みる。サウルは背教者を救い、二人は親衛隊曹長ブッシュ (クリスティアン・ハルティンク) の許に連行される。尋問の後、サウルは部隊に戻ることを許される一方、背教者は処刑される。
収容所に戻ったサウルはアブラハムから指示を受け、女性収容所に向かいエラ (ヤカブ・ユリ) という女性から火薬を手に入れる。サウルは女性収容所から戻る途中、収容所に着いたばかりのハンガリー系ユダヤ人の大群に巻き込まれる。彼らは歩かされた先の森で射殺・焼却されている。サウルはここでもラビを探そうとすると、ラビだと名乗る男ブラウン (トッド・チャーモント) に出会う。サウルは彼にゾンダーコマンドの服を着せて身元を偽り、収容所に連れ込む。この騒ぎの過程でサウルは火薬を紛失する。
その夜、サウルは親衛隊曹長ヴォス (ウーヴェ・ラウアー) に呼ばれ食卓を片付けるように命令される。その部屋でビーデルマンが囚人の名前のリストを書いてヴォスに提出するよう命令されているのに遭遇し、サウルは所属する部隊の死期が近いことを覚る。
ビーデルマンが親衛隊によって殺されたことが分かると、アブラハムら囚人たちは反乱を開始する。少年の死体を抱えたサウルはブラウンや他の囚人たちとともに収容所を脱出し、森へ逃げ込む。サウルは死体を埋葬しようとするが、ブラウンはカッディーシュを暗唱できず、サウルは彼がラビではなかったことを知る。サウルは追手が来るのを察知し、川に逃げ込むが、少年の死体は水流にのみ込まれてしまう。サウルたちは森の中の納屋に逃げ込み、ポーランドのレジスタンスとの合流を画策する。納屋でサウルは一人の農民の少年が彼らを覗き込んでいるのを見つけ、微笑む。少年が納屋から離れると、武装した親衛隊が納屋に向かい、銃声が響く。映画は森の奥に去っていく少年を写して幕を閉じる。

## キャスト
- サウル - ルーリグ・ゲーザ（日本語吹き替え:大塚智則）
- アブラハム - モルナール・レヴェンテ（日本語吹き替え:福里達典）
- ビーダーマン - ユルス・レチン（日本語吹き替え:佐々木祐介）
- ファイゲンバウム - マルシン・ツァーニク（日本語吹き替え:西垣俊作）
- 顎鬚の男 - トッド・シャルモン
- ニスリ医師 - ジョテール・シャーンドル（日本語吹き替え:真田雅隆）

吹替演出:椿淳

## 製作

### 企画
2005年、タル・ベーラのアシスタントとして働いていたネメシュは『倫敦から来た男』の撮影中にバスティアの書店でゾンダーコマンド隊員の証言を収録した本『Des voix sous la cendre』(『灰の下からの声』。『アウシュヴィッツの巻物』としても知られる) を見つけ、本作の着想を得た。ネメシュは2010年よりロワイエと脚本の執筆を初め、2011年に初稿を完成させた。ネメシュとロワイエは調査に数年を費やし、その中でギデオン・グレイフ、フィリップ・メスナール、ヴァーギ・ゾルターンといった歴史学者から助言を得た。
本作はその斬新な手法、およびネメシュに長編映画の監督経験がなかったことから、資金集めが難航した。当初はフランス人を主人公にしたフランス映画になる予定だったが、最終的に映画は全面的にハンガリーで製作された。フランス、イスラエル、ドイツ、オーストリアの会社から軒並み共同出資を断られた後、150万ユーロの製作費は最終的にハンガリー国立映画基金が70%、ハンガリー国内の税額控除が25%、ニューヨークのユダヤ人団体クレイムズ・カンファレンスが5%を負担する形で賄われた。

### 配役
ネメシュは演じるキャラクターの言語を実際に話す役者を配役することにこだわった。主役のサウルには、当初脇役の候補として検討されていたブルックリンに住むハンガリー人の詩人ルーリグ・ゲーザが配役された。ルーリグは1980年代を最後にカメラの前で演技したことがなかった。

### 撮影
本作はブダペストで28日間に亘って35mmフィルムで撮影された。被写界深度の浅い映像と肖像画のような狭い視野を実現するため、40mmレンズと1.375:1のアカデミー比が採用された。
アウシュヴィッツ・ビルケナウ博物館におけるハンガリー関連の常設展示も担当したライク・ラースローが、死体焼却炉のセットを設計した。

### ポストプロダクション
本作は音響設計に5か月を要した。8か国語の声が録音され、撮影時の音声と組み合わせられた。音響設計を担当したザーニ・タマーシュは本作の音響について、「意図的に狭められた映像に対する音のカウンターポイントのようなもの」と説明している。

### 日本語吹き替え版
DVDに収録されている日本語吹き替え版は、製作元の意向でハンガリー語のみが日本語で吹き替えられている。

## 公開
本作は2015年5月15日、第68回カンヌ国際映画祭のコンペティション部門で初上映され、グランプリを受賞した。製作陣は当初第65回ベルリン国際映画祭での披露を試みたが、コンペティション部門ではなくパノラマ部門でしか上映できないことが分かると、ベルリンでの上映を諦め、代わりにカンヌ国際映画祭での上映を目指すことにした。
ハンガリーでは2015年6月11日に公開され14万2000人以上を動員し、2011年以降の国内映画として最高の成績を収めた。

## 評価
本作はカンヌ国際映画祭で上映されると、批評家から高い評価を集めた。Rotten Tomatoesは173件の批評に基づき、高評価の割合を96%、評価の平均を8.8/10、批評家の総意を「恐ろしく緊迫した、しかしまったくもってその甲斐のある『サウルの息子』は忘れがたい鑑賞体験を提供する――とともに、監督のネメシュ・ラースローを注目すべき才能に位置づけている」としている。Metacriticは39件の批評に基づき、89/100という「幅広い支持」の値を示している。
『ガーディアン』のピーター・ブラッドショーは映画に5/5個の星を付け、「鮮烈なデビュー作」「並外れた集中力と度胸のホラー映画」と評した。『タイムアウト』のデイヴ・カルフーンも5/5個の星を付けた。Indiewireのエリック・コーンは映画に「A-」の評価を下し、「ホロコーストという舞台を圧倒的な即時性をもって再活性化させる、ホロコースト・ドラマの特筆すべき新形態」と評した。『ハリウッド・リポーター』のボイド・ファン・ホエイは本作の撮影と音響を讃え、「35mmで撮影され (カンヌでは上映も)、しばしば淡く緑や黄色でかつ深い影を帯びたエルデーイの撮影は本作の重要な美点の一つだが、それも音響がなくては半分ほども機能しない。本作の音響はサウルの周りで何が起こっているのかを示す上で重要な役割を果たしており、観客はしばしば音に頼りながら恐ろしい全体像を思い描くことになる」と記した。The Film Stageのジョヴァンニ・マルキーニ・カミアは映画に「A」の評価を下し、「ホロコーストの映画化における傑出した金字塔」と評した。The A.V. ClubのA・A・ダウドは映画に「A-」の評価を下し、「『サウルの息子』は強制収容所という生き地獄に絶望だけでなく本当のドラマを見出す稀有なホロコースト・ドラマである」「『サウルの息子』は労苦に人間性を、行動にアイデンティティを見る。それは、数字に還元されてしまうような何も持たない男が、主に無意味な悪の巣窟で何らかの意味を見出すことによって、彼自身を取り戻す様を見つめる」と、映画の独創的な視点を讃えた。
ドキュメンタリー映画『SHOAH ショア』の監督クロード・ランズマンは本作を高く評価し、「とても新しい、とても独創的で、とても独特な映画だ。ゾンダーコマンドになるということがどういうことであったかのリアルな感覚をもたらしてくれる映画だ。まったくもってメロドラマっぽくない。絶大な謙虚さをもって作られている」と述べた。哲学者のジョルジュ・ディディ＝ユベルマンはネメシュに宛てた25ページの公開書簡を発表し本作を讃えた。書簡は次のように始まる。「あなたの映画『サウルの息子』は怪物だ。必要で、一貫していて、有益で、無垢な、怪物だ」

## 受賞とノミネート
| 賞                                     | 部門                   | 対象                                                       | 結果       |
| -------------------------------------- | ---------------------- | ---------------------------------------------------------- | ---------- |
| カンヌ国際映画祭                       | グランプリ             | ネメシュ・ラースロー                                       | 受賞       |
| カンヌ国際映画祭                       | FIPRESCI賞             | ネメシュ・ラースロー                                       | 受賞       |
| カンヌ国際映画祭                       | フランソワ・シャレー賞 | ネメシュ・ラースロー                                       | 受賞       |
| カンヌ国際映画祭                       | バルカン賞             | ザーニ・タマーシュ                                         | 受賞       |
| カンヌ国際映画祭                       | パルム・ドール         | ネメシュ・ラースロー                                       | ノミネート |
| カンヌ国際映画祭                       | カメラ・ドール         | ネメシュ・ラースロー                                       | ノミネート |
| マナキ兄弟映画祭                       | ゴールデン・カメラ300  | エルデーイ・マーチャーシュ                                 | 受賞       |
| カメリマージュ                         | 銅蛙賞                 | エルデーイ・マーチャーシュ                                 | 受賞       |
| ナショナル・ボード・オブ・レビュー賞   | 外国語映画賞           | 『サウルの息子』                                           | 受賞       |
| ニューヨーク映画批評家協会賞           | 第一回作品賞           | 『サウルの息子』                                           | 受賞       |
| ボストン・オンライン映画批評家協会賞   | 外国語映画賞           | 『サウルの息子』                                           | 受賞       |
| 英国インディペンデント映画賞           | 外国映画賞             | 『サウルの息子』                                           | ノミネート |
| ロサンゼルス映画批評家協会賞           | 外国語映画賞           | 『サウルの息子』                                           | 受賞       |
| ロサンゼルス映画批評家協会賞           | 主演男優賞             | ルーリグ・ゲーザ                                           | 次点       |
| ニューヨーク映画批評家オンライン賞     | 外国語映画賞           | 『サウルの息子』                                           | 受賞       |
| ワシントンD.C.映画批評家協会賞         | 外国語映画賞           | 『サウルの息子』                                           | 受賞       |
| サンフランシスコ映画批評家協会賞       | 外国語映画賞           | 『サウルの息子』                                           | 受賞       |
| オンライン映画批評家協会賞             | 非英語映画賞           | 『サウルの息子』                                           | ノミネート |
| ダラス・フォートワース映画批評家協会賞 | 外国語映画賞           | 『サウルの息子』                                           | 受賞       |
| シカゴ映画批評家協会賞                 | 外国語映画賞           | 『サウルの息子』                                           | 受賞       |
| ヒューストン映画批評家協会賞           | 外国語映画賞           | 『サウルの息子』                                           | 受賞       |
| ベルギー映画批評家協会賞               | グランプリ             | 『サウルの息子』                                           | 受賞       |
| ゴールデングローブ賞                   | 外国語映画賞           | 『サウルの息子』                                           | 受賞       |
| クリティクス・チョイス・アワード       | 外国語映画賞           | 『サウルの息子』                                           | 受賞       |
| ドリアン賞                             | 外国語映画賞           | 『サウルの息子』                                           | 受賞       |
| フランス映画批評家協会賞               | 外国映画賞             | 『サウルの息子』                                           | 受賞       |
| 全米監督協会賞                         | 第一回長編監督賞       | ネメシュ・ラースロー                                       | ノミネート |
| 全米撮影監督協会賞                     | スポットライト賞       | エルデーイ・マーチャーシュ                                 | 受賞       |
| サテライト賞                           | 外国語映画賞           | 『サウルの息子』                                           | 受賞       |
| セザール賞                             | 外国映画賞             | 『サウルの息子』                                           | ノミネート |
| インディペンデント・スピリット賞       | 外国映画賞             | 『サウルの息子』                                           | 受賞       |
| 映画音響編集者組合賞                   | 外国映画               | ザーニ・タマーシュ、ベケ・タマーシュ、セーケイ・タマーシュ | 受賞       |
| アカデミー賞                           | 外国語映画賞           | 『サウルの息子』                                           | 受賞       |
| 第90回キネマ旬報ベスト・テン           | 外国映画ベスト・テン   | 『サウルの息子』                                           | 6位        |
| 第37回ロンドン映画批評家協会賞         | 作品賞                 | 『サウルの息子』                                           | ノミネート |
| 第37回ロンドン映画批評家協会賞         | 監督賞                 | ネメシュ・ラースロー                                       | 受賞       |
| 英国アカデミー賞                       | 非英語作品賞           | 『サウルの息子』                                           | 受賞       |